# Thamos, re d'Egitto

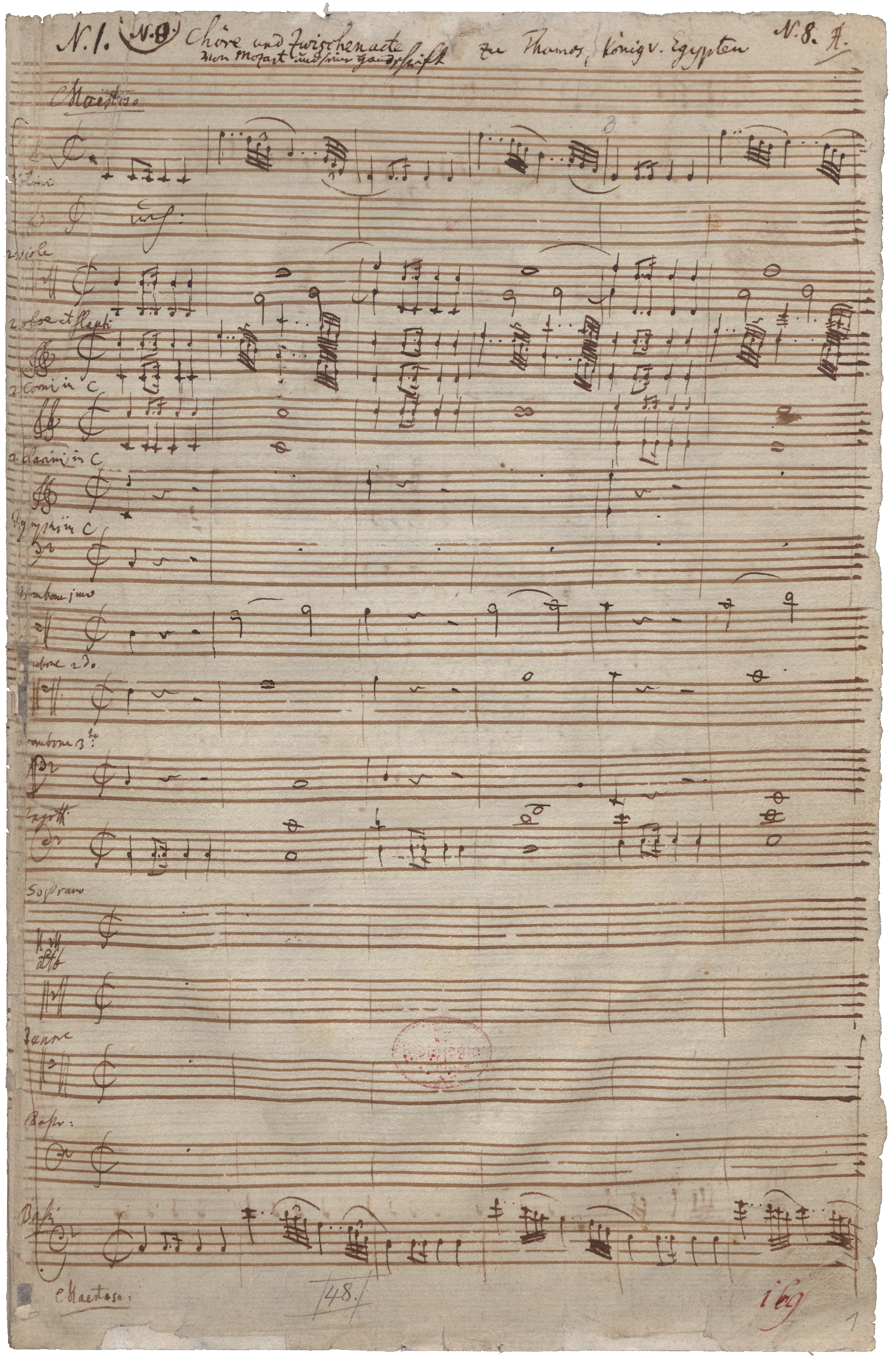
Partitura autografa di Mozart

Thamos, re d'Egitto (titolo originale Thamos, König in Ägypten) è un dramma in cinque atti di Tobias von Gebler, per cui Wolfgang Amadeus Mozart scrisse le musiche di scena. 
La prima rappresentazione ebbe luogo l'11 dicembre 1773 a Bratislava, il 4 aprile 1774 al Theater am Kärntnertor di Vienna, seguita poi il 3 gennaio 1776 a Salisburgo e nel 1779 nella residenza arcivescovile di Salisburgo.

## Storia
Durante l'estate del 1773 Mozart, mentre si trovava a Vienna con il padre, si dedicò alla composizione di due cori, che furono poi destinati al dramma eroico Thamos Konig in Aegypten di Tobias Philipp von Gebler, drammaturgo e funzionario statale che sarà vicecancelliere dal 1782 della cancelleria aulica austro-boema. Il giovane compositore, che si era appassionato agli spettacoli teatrali che si rappresentavano a Salisburgo, conobbe un attore e capocomico di una di queste compagnie, Emanuel Schikaneder, che influenzò il musicista tanto da indurlo a scrivere per l'opera di Gebler. Questi inizialmente si era rivolto a un altro musicista, Johann Tobias Sattler, ma il suo lavoro non lo aveva soddisfatto e decise di interpellare Mozart, allora appena diciassettenne. Il giovane musicista, nel mese di settembre, scrisse oltre ai due cori, Schon weichet dir, Sonne! e Gottheit, Gottheit, über Alle mächtig!, altre parti da utilizzare come intermezzi tra gli atti.
Il dramma di Gebler fu messo in scena una prima volta senza la musica di Mozart a Bratislava nel 1773, poi a Vienna nel 1774 con le parti musicali mozartiane, ma senza riscontrare alcun successo. Cinque anni dopo, nel 1779, al rientro da un viaggio a Mannheim e Parigi, il compositore si avvicinò al mondo del teatro tedesco minore grazie alla troupe teatrale dell'impresario Johann Böhm che rimase parecchi mesi a Salisburgo con i suoi Singspiel; Schikaneder volle rimettere in scena Thamos e Mozart colse quindi l'occasione per riprendere i due cori, aggiungendone un terzo, Wir Kinder des Staubes, erzittert, e rielaborò gli intermezzi arricchendo la strumentazione. Anche questa versione non ebbe successo e Böhm la riadattò per integrare il dramma Lanassa di Karl Plümicke che voleva mettere in scena.
Mozart ascoltò ancora la sua musica in questa versione nel 1790 a Francoforte in occasione dell'incoronazione di Leopoldo II a Imperatore; gli rimase però sempre il rimpianto di non aver più ascoltato la versione originale del dramma per cui scrisse la partitura, consapevole del valore di ciò che aveva composto.
Posteriormente Mozart tentò di dare nuova luce ai due cori principali trasformandoli in inni spirituali con testi latini (Splendente Te Deum, Ne pulvis et cinis) e con testi tedeschi (Preis dir! Gottheit, Ob furchterlicht tobend). Questi inni, nonostante lo scarso successo, furono eseguiti a Praga per l'incoronazione di Leopoldo II d'Asburgo-Lorena a re di Boemia nel 1791 sotto la direzione di Antonio Salieri.

## Trama
Il re d'Egitto Menes è stato detronizzato dal ribelle Ramesses e creduto morto; in realtà vive a Heliopolis come grande sacerdote del Sole sotto il falso nome di Sethos.
Thamos, figlio dell'usurpatore, alla morte del padre diviene l'erede legittimo al trono, ma non è a conoscenza che il vecchio re deposto è vivo e ha assunto il nome di Sethos. Anche la figlia di Menes, Tharsis, rapita durante la rivolta, vive sotto mentite spoglie con il nome di Sais ed è affidata alla sacerdotessa Mirza.
Thamos è innamorato di Sais che lo ricambia. Pheron, consigliere di Thamos, ordisce un complotto con l'aiuto di Mirza per detronizzare l'erede legittimo e sposare Sais. Dopo diverse vicende e complesse confessioni, la verità viene svelata. Sethos dichiara di essere il re Menes, ma non accetta più la corona; sancisce il fidanzamento della figlia con Thamos e cede loro il trono. Il traditore Pheron viene punito colpito da un fulmine per volere divino e Mirza finisce per uccidersi.

## Personaggi
- Menes/Sethos (basso)
- Thamos (tenore)
- Tharsis/Sais (soprano)
- Pheron (basso)
- Mirza (soprano)
- Myris (contralto)
- Phanes (tenore)
- Hammon (basso)

## Struttura e analisi
1. Schon weichet dir, Sonne! (coro) - Maestoso (Do maggiore)
2. Intermezzo del 1° atto - Maestoso (Do minore). Allegro
3. Intermezzo del 2° atto - Andante (Mi bemolle maggiore)
4. Intermezzo del 3° atto - Allegro (Sol minore). Allegretto. Andante. Più Andante. Più Adagio. Allegretto. Adagio
5. Intermezzo del 4° atto - Allegro vivace (Re minore, Re maggiore)
6. Gottheit, Gottheit, über Alle mächtig! (coro) - Adagio maestoso (Re maggiore). Allegro vivace. Allegretto (La maggiore).   Allegro vivace (Re maggiore). Moderato
7. Intermezzo del 5° atto - Allegro (Re minore)
8. Ihr Kinder des Staubes, erzittert (aria) - Andante moderato (Re minore) - Su testo di Andreas Schachtner
9. Wir Kinder des Staubes, erzittert (coro) - Andante moderato (Re maggiore). Allegro

Con Thamos, re d'Egitto Mozart si cimentò per la prima e unica volta con le musiche di scena, genere che ebbe grande sviluppo nel settecento in Francia e poi anche nei vicini stati di lingua tedesca.
La composizione, oltre all'indubbio valore musicale, è interessante soprattutto per essere un'anticipazione de Il flauto magico; le due opere si avvicinano per l'ambientazione egizia e per il clima di mistero e denso di segreti legato alla massoneria; a questo ambiente Thamos si riallaccia anche per le varie prove che i protagonisti devono affrontare e superare prima di ottenere il successo finale con il trionfo del bene e della giustizia. L'opera segnò anche l'inizio della collaborazione del musicista con Emanuel Schikaneder che porterà, anni più tardi, alla creazione di una delle maggiori opere mozartiane.
Il dramma di Gebler riuscì, nonostante la pesantezza e l'inerzia della trama, a ispirare a Mozart pagine tali da risollevare la gracilità del testo. I tre cori presentano una grandiosità di notevole suggestione e gli intermezzi, in particolare quelli in tonalità minore legati alla figura negativa di Pheron, danno un risalto eclatante alla povertà delle azioni sceniche con delle modulazioni innovative, con cromatismi e contrasti inaspettati fra i forte e i piano. I brani in tonalità maggiore, legati alla figura positiva di Thamos, configurano alla partitura una serena calma dopo i contrasti, anticipando quella classica compostezza che si troverà ne La clemenza di Tito.

## Organico
La partitura di Mozart prevede:
Soli (soprano, contralto, tenore, basso), coro misto; l'orchestra è costituita da due flauti, due oboi, due fagotti, due corni, due trombe, tre tromboni, timpani, archi

## Discografia
- 2002 - Jörg Faerber, direttore, Württembergisches Kammerchor und Orchester - Charlotte Lehmann (soprano), Rose Scheible (contralto), Oly Pfaff (tenore), Bruce Abel (basso).